# 티나 토이네
크리스티나 “티나” 토이네(독일어: Christina “Tina” Theune, 1953년 11월 4일 ~ )는 독일의 전직 여자 축구 선수 및 축구 감독이다. 1996년부터 2005년까지 독일 여자 축구 국가대표팀의 감독을 맡았다.

## 사생활
티나 토이네는 노르트라인베스트팔렌주 클레베에서 육상 선수로 활약했던 아버지와 핸드볼 선수로 활약했던 어머니의 딸로 태어났다. 2008년에 축구 감독 출신의 남편이었던 토마스 마이어(Thomas Meyer)와 이혼하기 이전까지는 토이네마이어(Theune-Meyer)라는 성씨를 사용했다.

## 경력
티나 토이네는 1974년부터 1986년까지 노르트라인베스트팔렌주 풀하임을 연고로 하는 여자 축구단인 그륀바이스 브라우바일러(현재의 FFC 브라우바일러 풀하임)에서 미드필더로 활약했고 나중에 선수 겸 감독으로 활동하게 된다. 1985년에는 독일 축구 연맹으로부터 감독 라이센스를 받은 최초의 여자 축구 감독이 되었고 1986년에는 게로 비잔츠가 감독을 맡고 있던 독일 여자 축구 국가대표팀의 코치로 임명되었다.
1996년에 게로 비잔츠의 뒤를 이어 독일 여자 축구 국가대표팀의 감독으로 취임했으며 UEFA 여자 유로 1997, UEFA 여자 유로 2001, 2003년 FIFA 여자 월드컵, UEFA 여자 유로 2005 우승을 견인했다. 2005년에 질비아 나이트에게 독일 여자 축구 국가대표팀의 감독 자리를 넘겨주고 은퇴하게 된다.

## 수상
- UEFA 여자 유로 1997 우승
- 2000년 시드니 하계 올림픽 여자 축구 동메달
- UEFA 여자 유로 2001 우승
- 2003년 FIFA 여자 월드컵 우승
- 2004년 아테네 하계 올림픽 여자 축구 동메달
- UEFA 여자 유로 2005 우승